# Gerhard Buck
Gerhard Buck (* im 15. Jahrhundert in Büderich; † 1. Februar 1489 in Münster) lebte als Ordensbruder der Brüder vom gemeinsamen Leben im Fraterhauses zu Münster. Er übersetzte im Jahr 1444 einen mittelniederländischen Laienspiegel von ca. 1415 unter dem Titel Spieghel der leyen ins Mittelniederdeutsche. Es handelt sich dabei um eine Einführung in die Theologie der Sünde und des Leidens für Menschen, die selbst nicht geistlich sind, aber ein gutes, christliches Leben führen wollen. Gerhard Buck starb als Accolitus im Jahr 1489 am Tag vor dem Fest Mariae Reinigung, also am 1. Februar 1489.
Gherard Buck van Buederick, wie er sich selbst am Ende des Laienspiegels nennt, war der Schreiber der münsterischen Handschrift, nicht der Autor. Die Vorlage für seine Übersetzung ist nicht erhalten. Sie stammt, wie die sprachliche Untersuchung gezeigt hat, aus dem Ijsselgebiet und damit aus dem Ursprungsland der religiösen Frömmigkeitsbewegung der Devotio moderna. Es gibt eine holländische Parallelhandschrift aus der Zeit von 1455 bis 1465 (Leiden, Universiteitsbibliotheek, BPL 839).

## Beginn des BuchesSpieghel der leyen
„Hijr beghint de vorrede up dessen boke, dat seer nutte is den leyen, unde is dar umme gheheten een spieghel der leyen.“
„Jhesus cristus, marien enighe gheborene sone, de nicht en hatet van al dem dat he ie ghewrochte, ghelijck als de prophete van em schrivet, mer he hatet de quaden sunde yn uns, de wy begaen van daghe to daghe, unde als Got selven seghet in den beghynne der biblien: Alle menschelike gheboerte van naturen is gheneyghet sunde to doene, als men alle daghe leider vele suet over alle de werlt ghescheen, unde want somich is, de sunde doet van rechter quaetheit, somich van versumenheit unde somich van unwetenheit, unde want daer manich simpel leye is, wiste he den rechten wech ofte grunt, wo swaer de sunde vor gode weer, unde alle de maneere, wo de sunde eerst komen ofte wo ze henne gaen, unde wat de hillighe scrift hijr van holt, ze solden em lichte bet van sunden hoeden. Want al hoert manich sympel leye some tijt yn der kerken wat gudes seggen unde de hillighe scrift exponeeren of duden, so is leider de memorie vergheetende, als een mester in der naturen bescrijft, unde hebbent kort vergheeten.“
„Hijr umme, want daer manich sympel leye is, de gheerne gode denen solde, up dat he den rechten grunt wiste unde daghelix lesen mochte, waer up een recht kersten leven stunde, hijr umme so hebbe ic my yn den namen godes underwunden, dit boec to scryvene; nicht ut my selven, mer als de hillighe scryft seghet unde de leeven hillighen leeres der hillighen kerken uns to bate gheleert hebben.“

### Sinngemäße Übersetzung ins Hochdeutsche
Hier beginnt die Vorrede dieses Buches, das den Laien sehr nützlich ist und darum ‚Ein Spiegel der Laien‘ heißt.
Im Namen von Jesus Christus, Marien eingeborenen Sohn, der, wie die Propheten von ihm schreiben, nichts hasst von all dem, was er je geschaffen hat, aber er hasst die bösen Sünden in uns, die wir täglich begehen, und wie Gott selbst am Beginn der Bibel sagt: Alle menschliche Geburt ist von Natur aus geneigt, zu sündigen (Gen. 6,5), wie man leider jeden Tag überall in der Welt viel geschehen sieht. Und weil es manche gibt, die aus rechter Bosheit sündigen, manche aus Trägheit und manche aus Unwissenheit, und weil es viele einfache Laien gibt, die, wenn sie den wirklichen Grund wüssten, weshalb die Sünde vor Gott so schwer wiegt, und alle Art und Weise kennen würden, wie die Sünden anfänglich entstehen oder wohin sie führen und was die Heilige Schrift dazu sagt: Sie würden sich wahrscheinlich besser vor Sünden hüten. Denn auch wenn manch einfacher Laie manchmal in der Kirche etwas Gutes sagen und die Heilige Schrift auslegen hört, so ist leider das Gedächtnis vergesslich, wie ein Lehrer der Naturwissenschaft schreibt, und sie haben es schnell vergessen.
Deshalb, weil es manch einfachen Laien gibt, der Gott gerne dienen würde, und damit dieser die rechte Grundlage kennen und täglich lesen könnte, worauf ein rechtes Christenleben gründet, deshalb habe ich mich im Namen Gottes der Mühe unterzogen, dieses Buch zu schreiben, nicht nach eigenem Gutdünken, sondern wie die Heiligen Schrift es sagt und die lieben heiligen Kirchenlehrer es zu unserem Nutzen gelehrt haben.
(Übersetzung durch die Herausgeberin des Textes Friedel Helga Roolfs)